# 5. Niederschlesisches Infanterie-Regiment Nr. 154
Das 5. Niederschlesische Infanterie-Regiment Nr. 154 war Infanterieverband der Preußischen Armee.

## Geschichte
Da die gemäß A.K.O vom 11. August 1893 bei allen Infanterieregimentern zum 2. Oktober gebildeten IV. (Halb)Bataillone sich mit ihren zwei schwachen Kompanien in einer Gesamtstärke von 201 Offizieren, Unteroffizieren und Mannschaften (einschließlich Bataillonsstab) für den Friedensdienst zu schwach erwiesen, wurden sie aufgelöst und das Personal zur Aufstellung neuer Regimenter verwandt. So wurde auch das Infanterie-Regiment Nr. 154 im Zuge dieser Heereserweiterung am 1. April 1897 aufgestellt. Das I. Bataillon wurde aus dem IV. Bataillon des 3. Niederschlesischen Infanterie-Regiments Nr. 50 und dem IV. Bataillon des 3. Posenschen Infanterie-Regiments Nr. 58 gebildet, die IV. Bataillone des Grenadier-Regiments Nr. 7 und des Infanterie-Regiments Nr. 19 bildeten das II. Bataillon. Das III. Bataillon wurde erst 1913 aufgestellt aus Abgaben der 3. Kompanie (Kp) / Infanterie-Regiment (IR) Nr. 58, der 8. Kp / IR 46, der 8. Kp / IR 37 und der 10. Kp / IR 47.
Die Garnison war in Jauer, das III. Bataillon lag in Striegau.
Gemeinsam mit dem Grenadier-Regiment „König Wilhelm I.“ (2. Westpreußisches) Nr. 7 bildete sie die zur 19. Division gehörende 19. Infanterie-Brigade.
Am 27. Januar 1902 erließ Wilhelm II. die A.K.O., dass alle bislang noch ohne landmannschaftliche Bezeichnung geführten Verbände zur besseren Unterscheidung und zur Traditionsbildung eine Namenserweiterung erhielten. Das Regiment führte ab diesem Zeitpunkt die Bezeichnung 5. Niederschlesisches Infanterie-Regiment Nr. 154.

### Erster Weltkrieg
Mit Ausbruch des Ersten Weltkriegs machte das Regiment am 2. August 1914 mobil und wurde in der Folgezeit bis November 1918 ausschließlich an der Westfront eingesetzt.
Zwischen September und Oktober 1916 wurde das Regiment um eine neuaufgestellte 2. und 3. MG-Kompanie ergänzt.

### Verbleib
Nach Kriegsende kehrte das Regiment nach Jauer zurück, wo ab 17. Dezember 1918 die Demobilisierung erfolgte.
Aus Teilen formierte sich im Januar 1919 das Freiwilligen-Infanterie-Regiment 154, das beim Freikorps „Schlesien“ im Grenzschutz Oberschlesiens Verwendung fand.
Die Tradition übernahm in der Reichswehr durch Erlass des Chefs der Heeresleitung General der Infanterie Hans von Seeckt vom 24. August 1921 die 2. und 4. Kompanie des 3. (Preußisches) Infanterie-Regiments.

## Kommandeure
| Dienstgrad     | Name                      | Datum                                    |
| -------------- | ------------------------- | ---------------------------------------- |
| Oberst         | Emil Barbenès             | 22. März 1897 bis 15. Juni 1900          |
| Oberst         | Erich Kotschote           | 16. Juni 1900 bis 16. Februar 1903       |
| Oberst         | Paul Röhrssen             | 17. Februar 1903 bis 19. Juni 1904       |
| Oberst         | Hans von Brüsewitz        | 20. Juli 1904 bis 9. April 1906          |
| Oberst         | Georg Karl Hildebrandt    | 10. April 1906 bis 21. März 1910         |
| Oberst         | Lothar Rehbach            | 22. März 1910 bis 17. April 1913         |
| Oberst         | Otto Daubert              | 18. April 1913 bis 18. September 1914    |
| Oberst         | Karl Friedrichs           | 19. September 1914 bis 19. Juni 1915     |
| Oberst         | Georg Charles de Beaulieu | 20. Juni 1915 bis 14. Oktober 1917       |
| Oberstleutnant | Zeihe                     | 15. Oktober 1917 bis zur Demobilisierung |